# 加利福尼亞州灰熊
加利福尼亚州灰熊（California grizzly bear；学名：Ursus arctos californicus），又称金熊，是棕熊已经灭绝的一个亚种，原产于加利福尼亚州，加利福尼亞州州旗上的熊就是它。
不過虽然它是加州的象征，但是在19世纪淘金潮的高峰期它仍遭到了大肆捕杀，在1924年之后再无其目击记录。

## 外部连接
- . ITIS.
- 網絡生命大百科
- Shaggy God – Topic: Ursus arctos californicus Merriam, 1896（页面存档备份，存于）
- The Monarch Bear Institute（页面存档备份，存于）
- Bring Back the California Grizzly（页面存档备份，存于）
- Grizzly Bear National Monument (proposed)

 維基物種上的相關：加利福尼亞州灰熊